# Serpur
Serpur är en ort i Indien.   Den ligger i distriktet South 24 Paraganas och delstaten Västbengalen, i den östra delen av landet, 1 300 km sydost om huvudstaden New Delhi. Serpur ligger 8 meter över havet och antalet invånare är 7 936.
Terrängen runt Serpur är mycket platt. Runt Serpur är det mycket tätbefolkat, med 2 103 invånare per kvadratkilometer. Närmaste större samhälle är Bārāsat, 18,3 km sydost om Serpur. Trakten runt Serpur består till största delen av jordbruksmark.